# Aéroport de Florence-Peretola
Pour les articles homonymes, voir FLR.
L'aéroport de Florence-Peretola (code IATA : FLR • code OACI : LIRQ) est situé à 4 km au nord-ouest du centre de la ville de Florence sur la commune de Sesto Fiorentino, en Toscane (Italie).

## Historique
L'aéroport a été créé en 1910. En 1938-1939, une piste en dur a été construite ; elle mesurait 1 000 m. Les premiers vols commerciaux sont apparus à la fin des années 1940. En 1984, l'aéroport a été rénové et sa piste agrandie à 1 400 m. La piste a été de nouveau agrandie de 250 m en 1996. En 2006, l'aéroport a été fermé durant 65 jours parce qu'il était nécessaire de rénover les installations aéroportuaires (piste, aérogare, etc.).
Le 5 décembre 2012, Vueling Airlines annonce l'ouverture d'une nouvelle base d'opérations pour voler à destination de Florence depuis sept destinations en Europe : Hambourg, Barcelone, Berlin, Copenhague, Londres Heathrow, Madrid et Paris Orly.

## Situation

### Carte des aéroports en Italie
| \| 100 km1:7 506 000 \| Abruzzes Alghero Ancône Bari Bergame Bologne Bolzano Brescia Brindisi Cagliari Catane Comiso Grosseto Coni Elbe Florence Foggia Gênes Lamezia Terme Lampedusa Milan L. Milan M. Naples Olbia Palerme Pantelleria Parme Pérouse Pise Reggio de Calabre Rimini Rome C. Rome F. Salerne Trapani Trévise Trieste Turin Venise Vérone |
| 100 km1:7 506 000 |

## Trafic passagers
Le trafic n'a pas cessé d'augmenter depuis 2006 mais a chuté en 2009.
En 2011, il est le 18e aéroport italien quant au trafic de passagers. Sa capacité annuelle de traitement de passagers est 2 400 000 passagers.

### En graphique
Pour des raisons techniques, il est temporairement impossible d'afficher le graphique qui aurait dû être présenté ici.

Voir la requête brute et les sources sur Wikidata.

### Zoom sur l'impact du covid de 2019-2020
Pour des raisons techniques, il est temporairement impossible d'afficher le graphique qui aurait dû être présenté ici.

Voir la requête brute et les sources sur Wikidata.

### En tableau

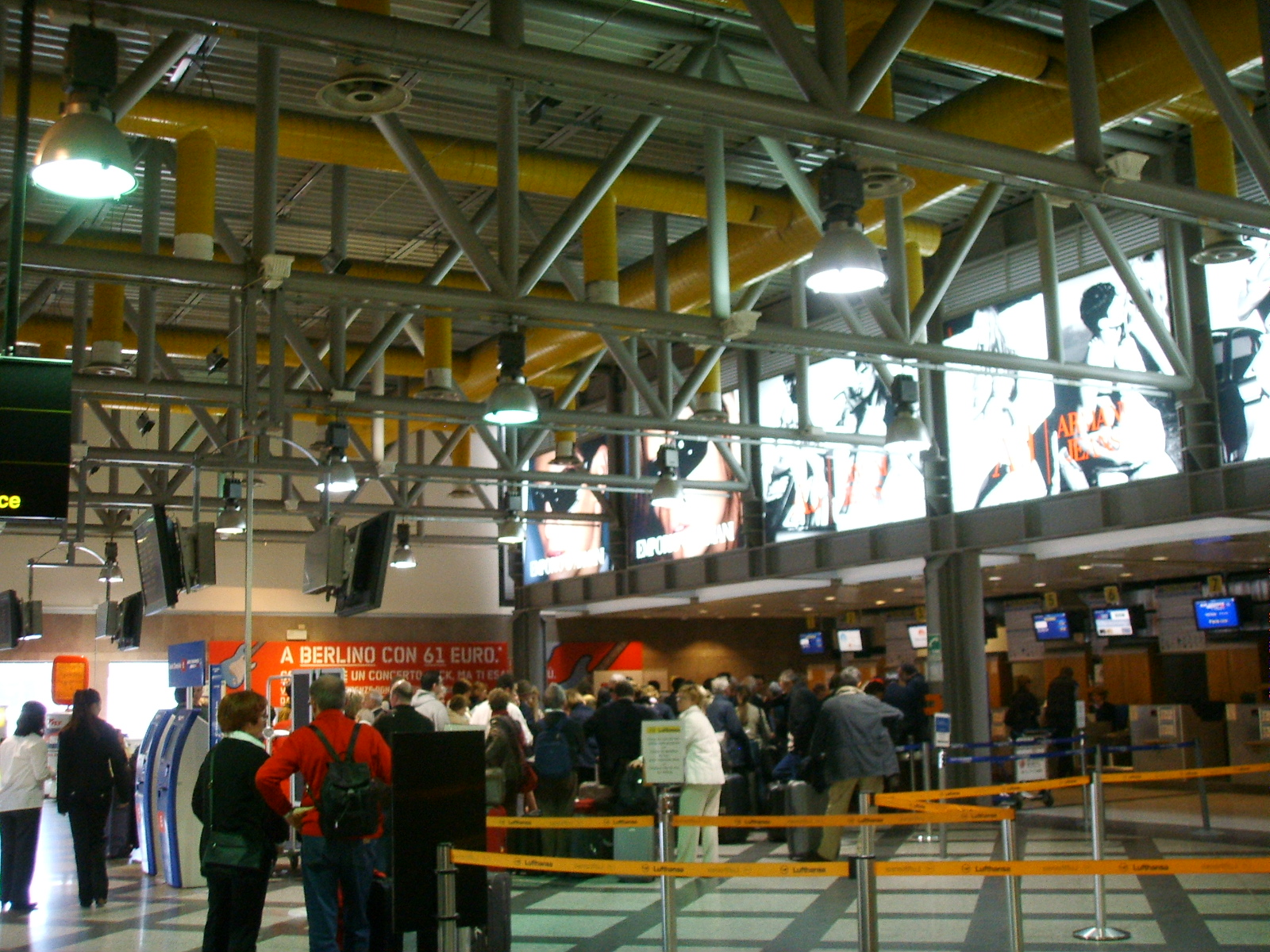
L'intérieur de l'aérogare.

| 2000      | 2005      | 2006      | 2007      | 2008      | 2009      | 2010      | 2011      |
| --------- | --------- | --------- | --------- | --------- | --------- | --------- | --------- |
| 1 521 272 | 1 703 303 | 1 531 406 | 1 918 751 | 1 928 432 | 1 687 687 | 1 737 904 | 1 906 102 |

## Compagnies aériennes et destinations
| Compagnies                    | Destinations |
| ----------------------------- | --- |
| Aegean Airlines               | Athènes E.-Venizélos |
| AeroItalia                    | - Bari-Karol Wojtyła, - Cagliari, - Safia, - Malte, - Olbia-Costa Smeralda, - Prague-Václav-Havel, - Tel Aviv - Ben Gourion En saison : - Bucarest-H. Coandă, - Catane-Fontanarossa, - Corfou-I. Kapodístrias, - Héraklion-N. Kazantzákis, - Ibiza, - Reggio de Calabre, - Trapani-V. Florio (Birgi) |
| Air Dolomiti                  | Francfort, Munich-F. J. Strauß |
| Air France                    | Paris-Charles de Gaulle |
| Air Serbia                    | Belgrade-Nikola-Tesla |
| Albawings                     | Tirana |
| Austrian Airlines             | Vienne-Schwechat |
| Binter Canarias               | En saison : Las Palmas/Gran Canaria |
| British Airways               | Londres-City En saison : Édimbourg, Londres-Heathrow |
| Brussels Airlines             | En saison : Bruxelles-National |
| Iberia                        | Madrid-Barajas |
| ITA Airways                   | Rome Léonard-de-Vinci/Fiumicino |
| KLM                           | Amsterdam |
| Luxair                        | En saison : Luxembourg-Findel |
| Scandinavian Airlines         | En saison : Copenhague-Kastrup, Oslo-Gardermoen |
| Silver Air                    | En saison : Île d'Elbe |
| Swiss International Air Lines | Zurich En saison : Genève-Cointrin |
| TAP Air Portugal              | Lisbonne-H. Delgado |
| Volotea                       | Hambourg-H.-Schmidt En saison : - Bari-Karol Wojtyła, - Bilbao, - Bordeaux-Mérignac, - Cagliari, - Catane-Fontanarossa, - Lyon-Saint-Exupéry, - Marseille-Provence, - Nantes-Atlantique, - Olbia-Costa Smeralda, - Palerme Falcone-Borsellino, - Toulouse-Blagnac                                    |
| Vueling                       | - Amsterdam, - Barcelone-El Prat, - Catane-Fontanarossa, - Londres-Gatwick, - Madrid-Barajas, - Palerme Falcone-Borsellino, - Paris-Orly En saison : Bilbao, Copenhague-Kastrup, Olbia-Costa Smeralda                                                                                                |
| Wideroe                       | En saison : Bergen, Sandefjord-Torp |

## Accès

### Transport public
Depuis le 11 février 2019, l'aéroport est desservi par la ligne T2 du tramway de Florence qui offre une liaison directe avec le centre-ville et la gare de Florence-Santa-Maria-Novella.

| Nord/Ouest | Aéroport de Peretola (d) | Aéroport de Peretola (d) | Aéroport de Peretola (d) | Sud/Est                                   |
| ---------- | ------------------------ | ------------------------ | ------------------------ | ----------------------------------------- |
|            |                          | ligne T2 (d) terminus    |                          | Guidoni (d) vers San Marco Università (d) |